# Wright StreetCar
Wright StreetCar — одноэтажный сочленённый автобус особо большой вместимости, выпускаемый производителем автобусов из Северной Ирландии Wrightbus с 2006 по 2009 год на шасси Volvo B7LA.

## История
Впервые автобус Wright StreetCar был представлен в 2004 году, однако серийное производство началось 8 мая 2006 года. Автобус эксплуатировался в Великобритании и Суонси.
В США автобус производился с декабря 2008 года. Производство завершилось в 2009 году.

## Галерея

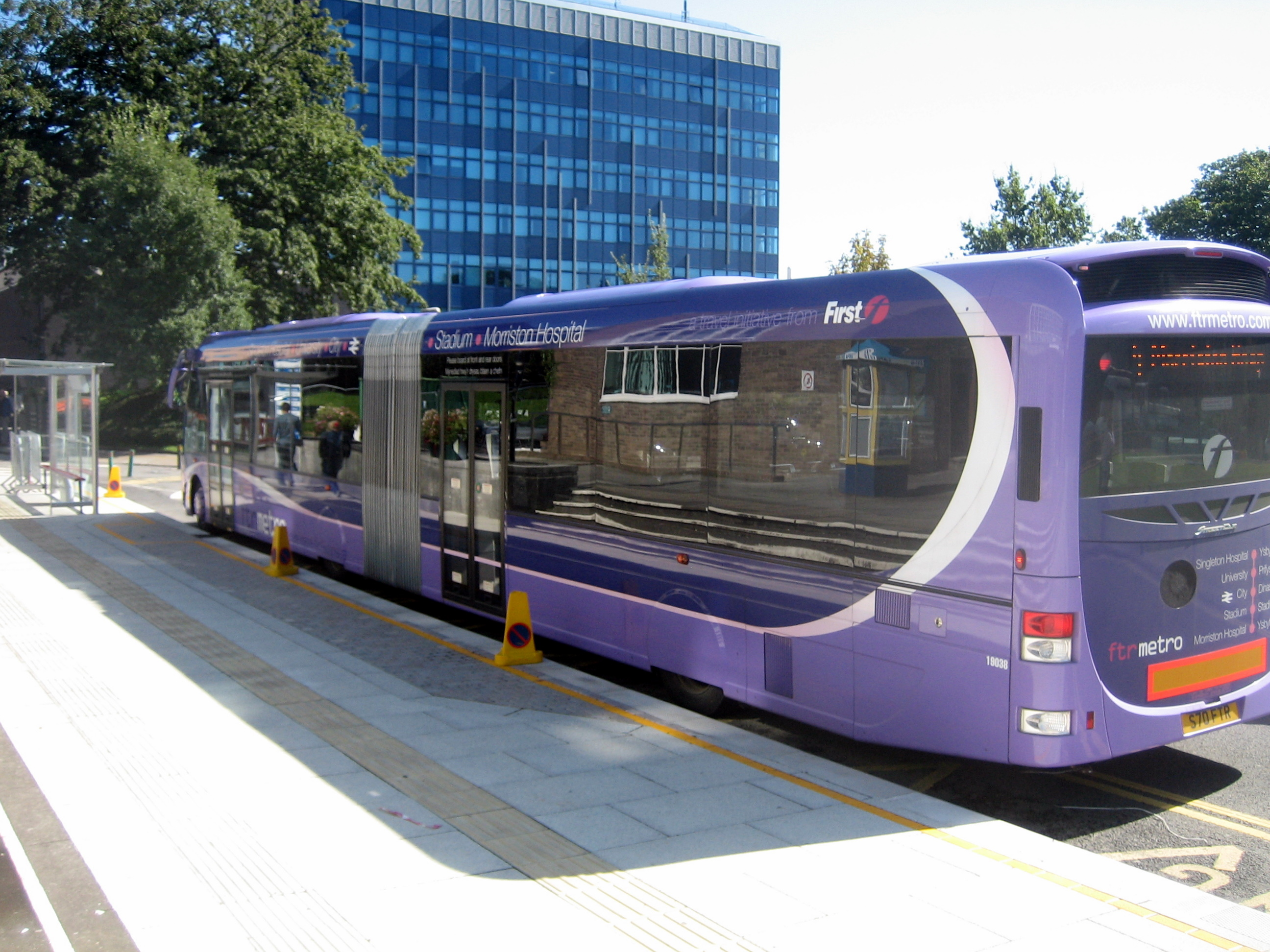
Wright StreetCar в Суонси
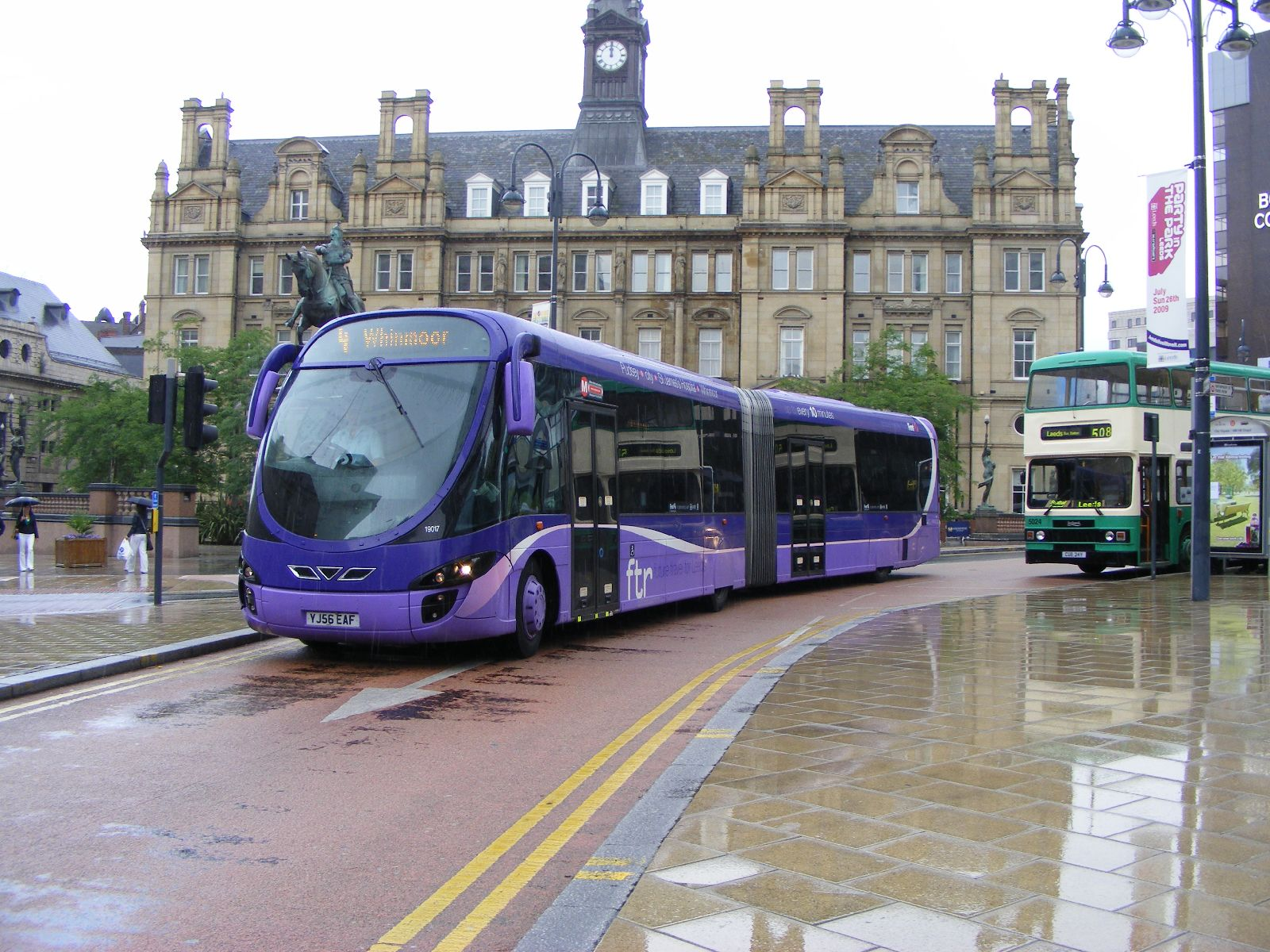
Wright StreetCar
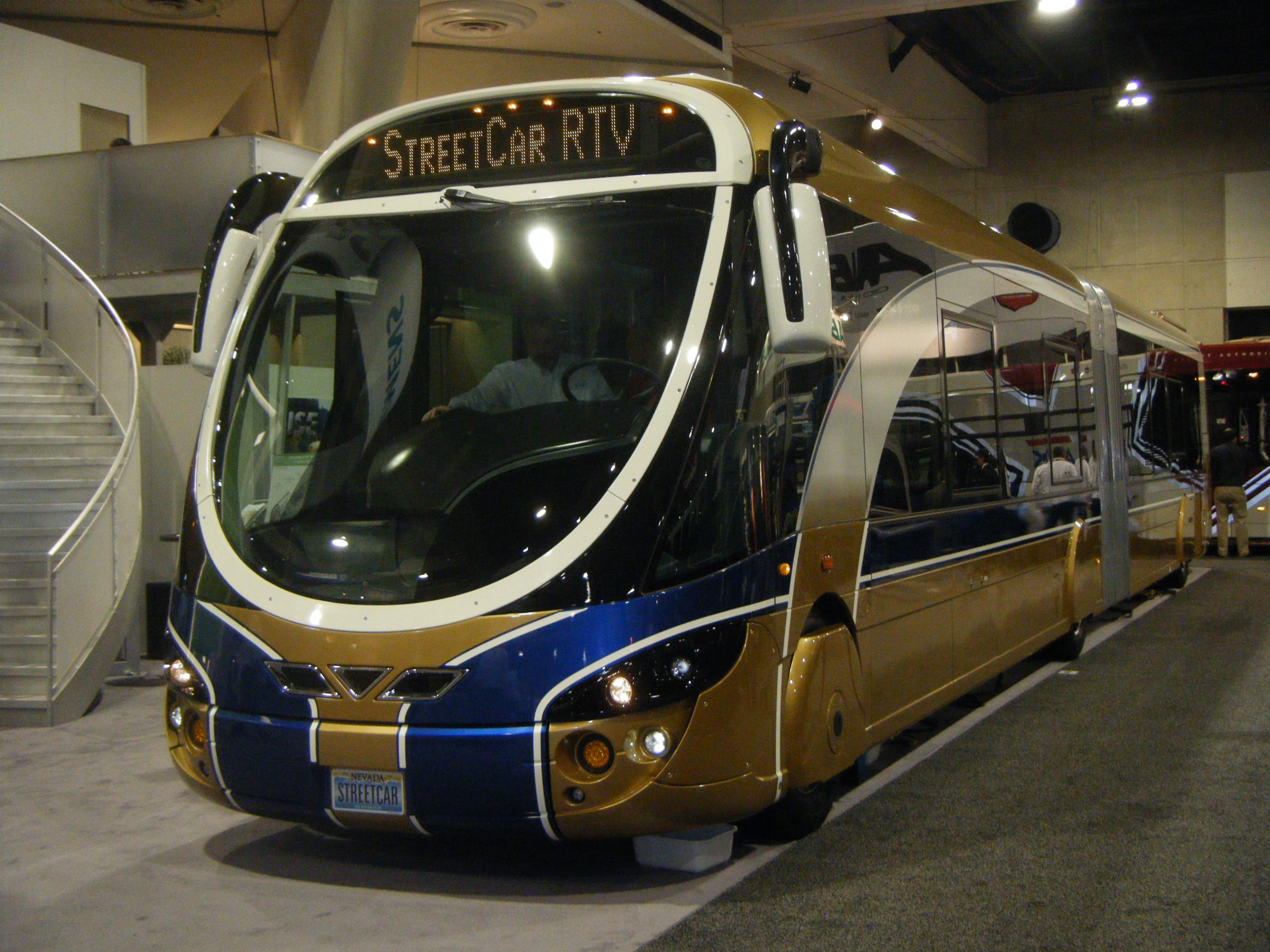
Wright StreetCar в Лас-Вегас